# تويفو ميكايل كيفيماكي
تويفو ميكايل كيفيماكي (Toivo Mikael Kivimäki؛ 5 يونيو 1886 - 6 مايو 1968)، فقيه حقوقي، رئيس قسم القانون المدني في جامعة هلسنكي 1931-1956، رئيس وزراء فنلندا 1932-1936، وسفير فنلندا لدى برلين بين عامي 1940-1944.
في عام 1946، حوكم كيفيماكي إلى جانب سبعة من كبار السياسيين الأخرين ضمن "محاكمة المسؤولين عن الحرب"، والتي اعتبرت عموماً إساءة استعمال كاملة للقضاء، وقد أجريت تحت ضغط من الحلفاء المنتصرين في الحرب العالمية الثانية، في انتهاك للتقاليد الدستورية الفنلندية. حـُـكم على كيفيماكي بالسجن لمدة خمس سنوات لمسؤوليته عن حرب الاستمرار (التي بدأت بهجمات جوية سوفيتية على المدن الفنلندية في 25 يونيو، 1941). بعد توقيع فنلندا لمعاهدات باريس للسلام (1947)، واتفاق الصداقة والتعاون والمساعدة المتبادلة الفنلندي السوفياتي (1948)، اعتبر الوضع الدولي مستقراً إلى حد ما، فصدر عفو عن كيفيماكي. وعاد إلى حياته الأكاديمية.
كحال جميع السياسيين ذوي الصلة بحرب الاستمرار، كان يـُـنظر لكيفيماكي بنظرة انتقادية نوعا ما. في عهد الفنلدة، عبر كثير من الفنلنديين البارزين عن رأيهم بحذر في مثل هذه المواضيع لئلا يزعج الحلفاء المنتصرين سريعي التقلب؛ وقد أثر هذا الحذر ولا ريب في فهم ووجهات النظر جيل فنلندا ما بعد الحرب.
ومع ذلك، لا يمكن لتقييم كيفيماكي في زمن ما بعد السوفياتية أن يتجنب الاستنتاج بأنه كان سياسياً ناجحاً للغاية:
- كرئيس وزراء، ترأس كيفيماكي الحكومة الفنلندية الأطول عمراً (حتى عام 1987)، هادفاً إلى تحقيق الاستقرار في السياسة المضطربة في فنلندا بعد أن إخضاع تمرد مانتسلا شبه الفاشي.
- حقق انعكاساً للسياسة الخارجية الفنلندية إلى موقف حيادي موالية للإسكندنافية، ومتقاربة مع السويد، الذي قد يكون قد أعد له في الأوساط الأولى، ولكن في مرحلة متوترة من صراع اللغات في فنلندا المعاصر لم يكن سهلاً على الإطلاق أن يـُـفسر هذا للرأي العام.
- سفيرا حيوية للرايخ الثالث، نجح في عكس موقف ألمانيا النازية المناهض لفنلندا، متحصلاً على تأييد ومساعدات لفنلندا بتكلفة متواضعة نسبياً. ومن الجدير بالذكر أن فنلندا تجنبت العلاقات الرسمية مع ألمانيا النازية حتى اتفاق روتي ريبنتروب الغامض الذي وقع بعد سقوط فيبوري في يونيو حزيران 1944.

كانت العديد من الأفراد والعوامل حاسمين في بقاء فنلندا كدولة ذات سيادة، بل وكأمة خلال الأوقات العصيبة في حربي الشتاء والاستمرار. ويحتل كيفيماكي دون أي شك مكانة بارزة بينهم.